# Kování (tváření)

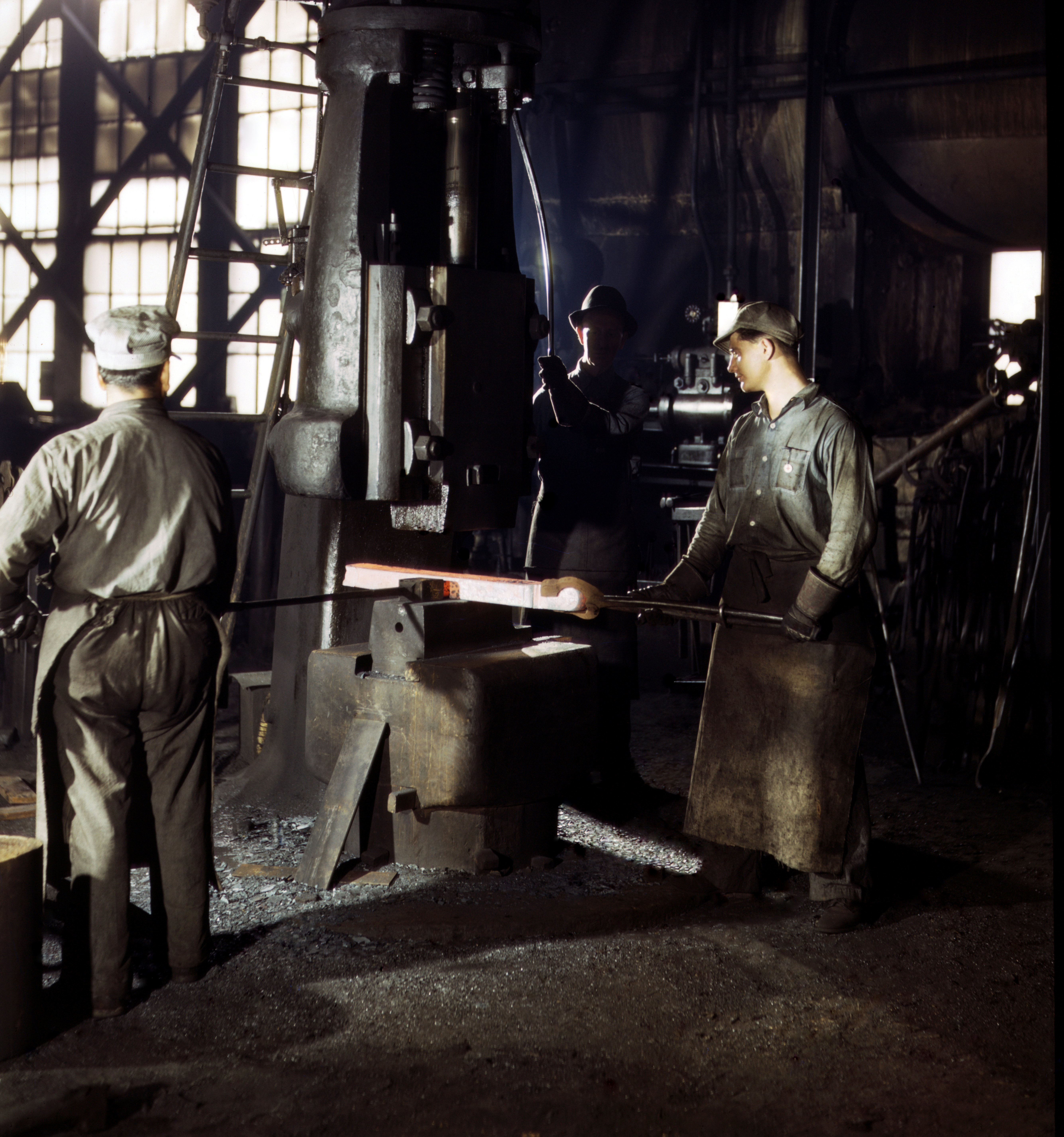
Kování pomocí parního bucharu

Kování je beztřískové tváření zahřátých kovů pomocí úderů a rázů. Oproti obrábění neztrácí materiál tolik na pevnosti, naopak se jeho houževnatost zvětšuje. Před kováním se materiál zpravidla ohřeje v peci nebo v kovářské výhni na kovací teplotu. U oceli je to asi 800 až 1300 °C, tehdy se mění její struktura a je tím mnohem lépe tvářitelná (materiál dosáhl rekrystalizační teploty). Tváření probíhá buď ručním kováním, nebo strojně, kde je časté takzvané kování za studena, nebo tzv. poloohřevu. Strojní kování pomocí lisu či bucharu může být volné nebo zápustkové.

## Volné kování
Jedná se o postupné utváření polotovaru, pomocí jednoduchých nástrojů (příložek, sekáčů, děrovacích trnů). Do volného kování patří:
- pěchování
- děrování
- ohýbání
- dělení
- prodlužování
- osazování
- prosazování

## Zápustkové kování

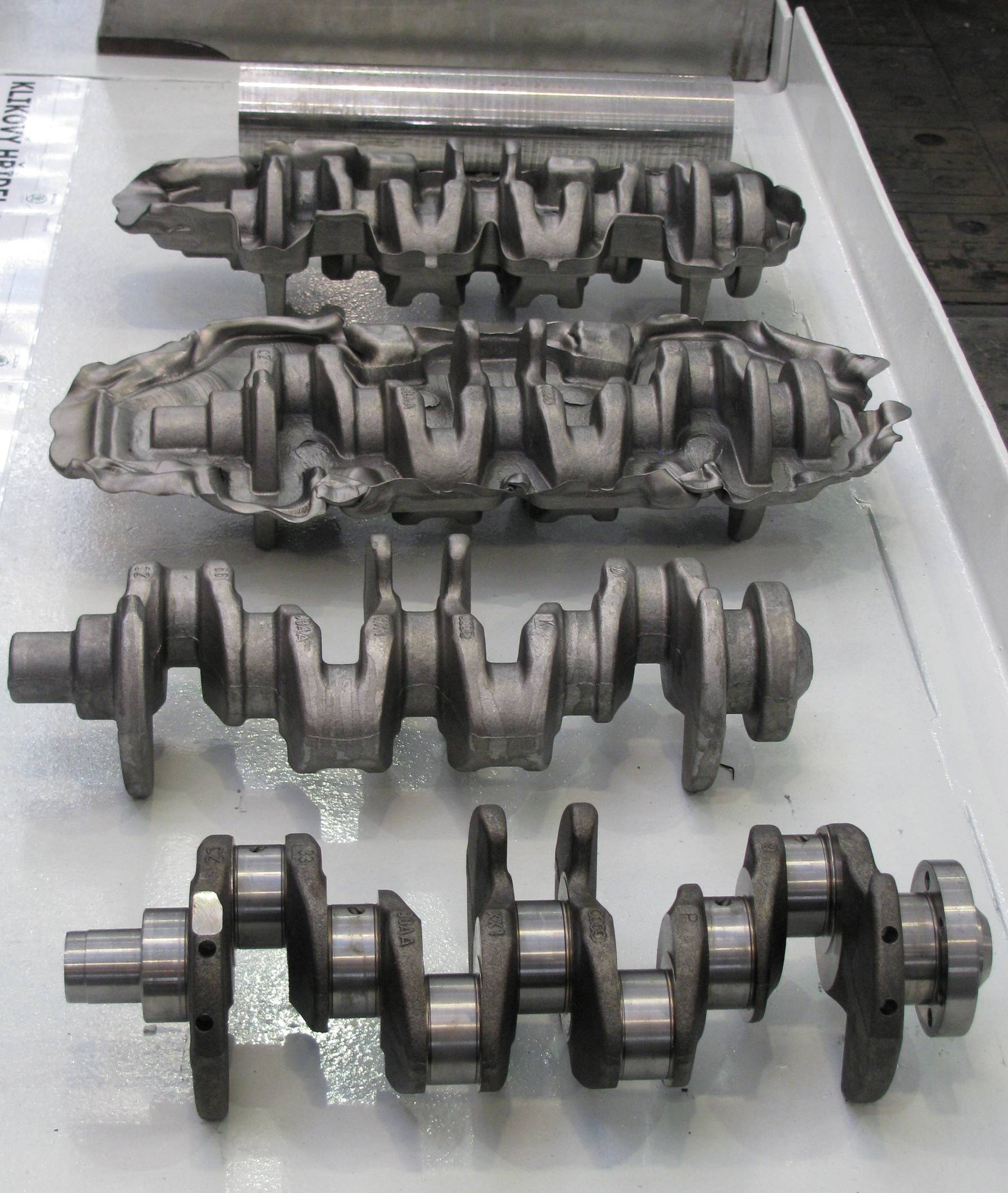
Postup vzniku klikového hřídele čtyřválcového spalovacího motoru s použitím zápustkového kování - shora: polotovar, tři fáze výkovku, konečný obrobený výrobek

Jedná se o zatlačování kovu do dutiny nástroje (zápustky). Zápustkové kování se skládá ze tří základních operací:
- předkování
- vlastního kování
- ostřižení výronku

Používá se většinou pro menší výrobky a velký počet sériově vyráběných výkovků, např. kování nůžek.

## Další význam
Slovo kování se také běžně používá jakožto označení pro předmět vyrobený kováním – např. ozdobné kování na dveřích apod.